# Piazza Indipendenza (Palermo)
Piazza Indipendenza è una piazza di Palermo, in passato chiamata Piazza Santa Teresa per la presenza della chiesa della Madonna dei Rimedi, un tempo dedicata a Santa Teresa d'Avila. Il nome attuale fu adottato dopo l'Unità d'Italia.

## Descrizione
È una delle piazze centrali più importanti della città per la presenza di rilevanti edifici: oltre alla Chiesa della Madonna dei Rimedi sorgono in questa piazza anche Palazzo d'Orleans, sede della presidenza della Regione Siciliana, l'ingresso posteriore di Palazzo Reale dove ha sede l'Assemblea Regionale Siciliana e per il quale si accede alla Cappella Palatina del Palazzo, il Distretto militare di Palermo ed un'antica stazione di posta.
La piazza si trova subito oltre le vecchie mura cittadine in direzione Monreale, verso cui si andava passando per Porta Nuova, che costituiva il confine meridionale della città, e per questo la zona veniva chiamata in antichità anche Mezzomonreale.
Prospicienti la piazza troviamo anche un vasto giardino centrale di periodo abbastanza recente e uno dei bastioni murari di Palazzo dei Normanni.
In direzione Sud è presente il Parco d'Orleans e la stazione ferroviaria sotterranea Palazzo Reale-Orleans, servita anche dal servizio ferroviario metropolitano.

## Principali monumenti al suo interno
- Porta Nuova (Palermo)
- Palazzo dei Normanni
- Cappella Palatina (Palermo)
- Palazzo d'Orleans
- Parco d'Orleans